# Роголистник плоскоиглый
Роголистник плоскоиглый, или Роголистник крылатый, или Роголистник плоскошиповатый (лат. Ceratophyllum demersum var. platyacanthum) — многолетнее водное растение, разновидность вида Роголистник погружённый. Указанное название относится к устаревшему синониму таксона лат. Ceratophyllum platyacanthum, более точным переводом современного латинского научного именования является Роголистник погружённый разн. плоскоиглый, который в ботанических авторитетных источниках еще не встречается.

## Ботаническое описание
Многолетние водные растения с тонким гладким членистым стеблем до 1,5 м длиной, активно ветвящимся в верхней части. Корни отсутствуют.
Листья собраны в мутовки по 4-12 шт, темно-зелёные, длиной до 2 см, остроконечные, разделенные на 2-4 нитевидные доли. Край с рассеянными тонкими зубчиками.
Цветки мелкие, около 2 мм длиной, однополые, однодомные (мужские и женские находятся на разных узлах стебля), с простым околоцветником, располагаются по одиночке в пазухах листьев. Тычинок 10-16, практически без тычиночных нитей, но с очень длинными пыльниками. Околоцветник пыльниковых цветков беловатый, пестичных — зеленоватый, лепестки отсутствуют.
Плоды продолговато-овальные, длиной 4-5 мм и шириной 2 мм, односемянные. Колючек 3 шт, верхушечная в два раза длиннее самого плода, часто с крючочком на конце. Семена черно-коричневые с тонкой оболочкой. В отличие от основного вида роголистника погруженного, эта разновидность охотно образует многочисленные плоды, которые имеют помимо шипов еще узкую крыловидную кайму (откуда и название) и дополнительно четвертый и пятый шипы (иногда — остроконечные выросты) на широких сторонах плода.

## Распространение и экология
Восточноевропейский таксон. Природный ареал охватывает Среднюю и Атлантическую Европу, Средиземноморье (Румыния). В России встречается в Европейской части, включен в ботанический атлас растений Ленинградской области.
Произрастает в озерах, прудах, канавах и медленно текущих речках. Зимует с образованием плотных конечных почек, весной разрастающихся в полноценное растение.

## Классификация

### Таксономия
Ceratophyllum demersum var. platyacanthum (Cham.) Wimm., 1857, Fl. Schles. ed. 3: 169.
Разновидность Роголистник погружённый разн. плоскоиглый относится к виду Роголистник погружённый (Ceratophyllum demersum) рода Роголистник (Ceratophyllum) семейства Роголистниковые (Ceratophyllaceae) порядка Роголистникоцветные (Ceratophyllales). Кладограмма в соответствии с Системой APG IV по состоянию на декабрь 2023 года:
|  |                                      |  |                                   | порядок Роголистникоцветные |  | род Роголистник |  | Роголистник погружённый |  | Роголистник погружённый разн. плоскоиглый |
|  |                                      |  |                                   | порядок Роголистникоцветные |  | род Роголистник |  | Роголистник погружённый |  | Роголистник погружённый разн. плоскоиглый |
|  | отдел Цветковые, или Покрытосеменные |  |                                   |                             |  |                 |  |                         |  |                                           |
|  |                                      |  |                                   |                             |  |                 |  |                         |  |                                           |
|  |                                      |  | ещё 63 порядка цветковых растений |                             |  |                 |  |                         |  |                                           |
|  |                                      |  |                                   |                             |  |                 |  |                         |  |                                           |

### Синонимы
- Ceratophyllum demersum subsp. platyacanthum (Cham.) Nyman
- Ceratophyllum demersum var. notacanthum Foucaud
- Ceratophyllum demersum var. pentacanthum (Haynald) K.Schum.
- Ceratophyllum komarovii Kuzen.
- Ceratophyllum oxyacanthum Schur
- Ceratophyllum pentacanthum Haynald
- Ceratophyllum platyacanthum Cham.
- Ceratophyllum platyacanthum var. pentacanthum (Haynald) P.Fourn.
- Ceratophyllum triacanthum Schur